# Pseudorinelepis genibarbis
Pseudorinelepis genibarbis (лат.) — вид лучепёрых рыб из семейства кольчужных сомов, единственный представитель рода нижнеротых сомов (Pseudorinelepis). Научное название рода происходит от греч. pseudes  — «фальшивый», греч. rhinos — «нос» и греч. lepis — «чешуя».

## Описание
Общая длина достигает 35,6 см. Голова умеренно широкая, слегка уплощённая сверху. Рыло немного вытянуто, кончик округлый. У самцов по бокам присутствуют длинные одонтоды (кожаные зубчики), которые плотнее и многочисленнее, чем у самок. Глаза умеренно большие, без радужной оболочки, расположены по бокам головы. Туловище массивное, громоздкое, покрыто большими и толстыми костными пластинками, на некоторых присутствуют пятна. Отсутствуют рёбра около 6 позвонка. Спинной плавник довольно высокий, с 2 жёсткими и 7 мягкими лучами. Грудные плавники узкие и длинные, с короткой основой. Жировой плавник отсутствует. Брюшные плавники небольшие. Анальный плавник вытянут книзу, с 1 жёстким и 5 мягкими лучами. Хвостовой плавник с выемкой, лопасти вытянуты.
В зависимости от места проживания этот сом может иметь различную окраску: тёмно-коричневую, чёрную, пёструю с чёрными полосами на коричневом фоне и светло-коричневыми крупными пятнами на мембранах плавников, по бокам или на животе.

## Образ жизни
Это донная рыба. Встречается в озёрах и крупных реках с медленным течением. Может переносить низкую насыщенность воды кислородом. В этом случае начинает плавать в толще воды и часто поднимается к поверхности за глотком воздуха, который способен усваивать благодаря своеобразному строению кишечника и пищевода. При нормальном кислородном режиме ведёт обычный донный образ жизни. Питается водорослями.

## Размножение
Во время спаривания щеки, шипы спинного и грудных плавников самцов становятся оранжевыми.

## Распространение
Обитает в верховьях бассейна реки Амазонки.